# Persiciospora masonii
Persiciospora masonii är en svampart som först beskrevs av Wilhelm Kirschstein, och fick sitt nu gällande namn av P.F. Cannon & D. Hawksw. 1982. Persiciospora masonii ingår i släktet Persiciospora och familjen Ceratostomataceae.   Inga underarter finns listade i Catalogue of Life.